# ジュピター (駆逐艦)
ジュピター (HMS Jupiter, F85/G85) はイギリス海軍の駆逐艦。J級。艦名はローマ神話の主神であるユーピテル（ジュピター）に由来し、イギリス海軍において同名の艦としては5代目にあたる。

## 艦歴
「ジュピター」は1936年度建造計画に基づき、1937年3月25日にスコットランド・グラスゴー、スコッツタウンのヤーロウ・シップビルダーズへ発注され、同年9月28日起工する。1938年10月27日に進水、1939年6月22日就役し、同年6月25日竣工した。
就役後、「ジュピター」はポートランドで公試中にタービンの不具合が発生したため、デヴォンポート船渠で修理を行った。以降も機関不調の問題は生涯に亘って本艦を悩ませることとなった。 

### 北海
1939年9月1日に「ジュピター」は公試を完了し、J級駆逐艦で編成された本国艦隊第7駆逐艦戦隊に加わるためグリムズビーへ向けて出発した。9月3日、「ジュピター」を含む戦隊はハンバーを拠点とするハンバー部隊（Humber Force）の一員として北海のドイツ艦船捜索や船団護衛を始めた。9月22日には、北海のドイツ海軍駆逐艦を捜索中に駆逐艦「ジャージー」と衝突した「ジャヴェリン」の帰還を護衛。同月30日には、今度は自らが「ジャーヴィス」と衝突事故を起こし軽微な損傷を受けた。
1939年10月9日、悪天候の中で行動中だった「ジュピター」と「ジャーヴィス」は初めてのドイツ空軍による空襲に遭遇した。悪天候による燃料不足と激しい波浪、空襲に加え、「ジュピター」がボイラー故障を起こし一時航行不能になる。「ジャーヴィス」は荒天の中で「ジュピター」を曳航し、燃料がほとんど空になりながらも翌日2隻はスカパ・フローへ帰還を果たした。
10月22日、商船と衝突事故を起こした駆逐艦「ジャッカル」を「アフリディ」と共同で救援。1939年12月に「ジュピター」を含むハンバー部隊はイミンガムへ移動し、引き続き敵艦船の捜索と船団護衛に従事した。
1940年6月、所属艦の損害により第7駆逐艦戦隊は改編が行われ、「ジュピター」は「ジャヴェリン」（旗艦）、「ジャッカル」、「ケルヴィン」、「カシミール」、「キプリング」と共にルイス・マウントバッテン大佐指揮下の第5駆逐艦戦隊に移籍した。9月1日、ヘルゴラント湾沖への機雷敷設作戦（CBX5作戦）に参加するが、触雷によって駆逐艦「エスク」、「アイヴァンホー」が失われ、「エクスプレス」が損傷する事態となった（テセルの惨事）。「ジュピター」は「ケルヴィン」と共に救援活動に従事した。

### ドーバー海峡
10月、戦隊はドーバー海峡周辺での任務に充てられるためプリマス管区に配置された。10月10日、「ジュピター」はシェルブールを砲撃する「リヴェンジ」を護衛（ミーディアム作戦）。10月17日には輸送船団を脅かそうとしたドイツ海軍駆逐艦を軽巡洋艦「エメラルド」、「ニューカッスル」らと攻撃した。

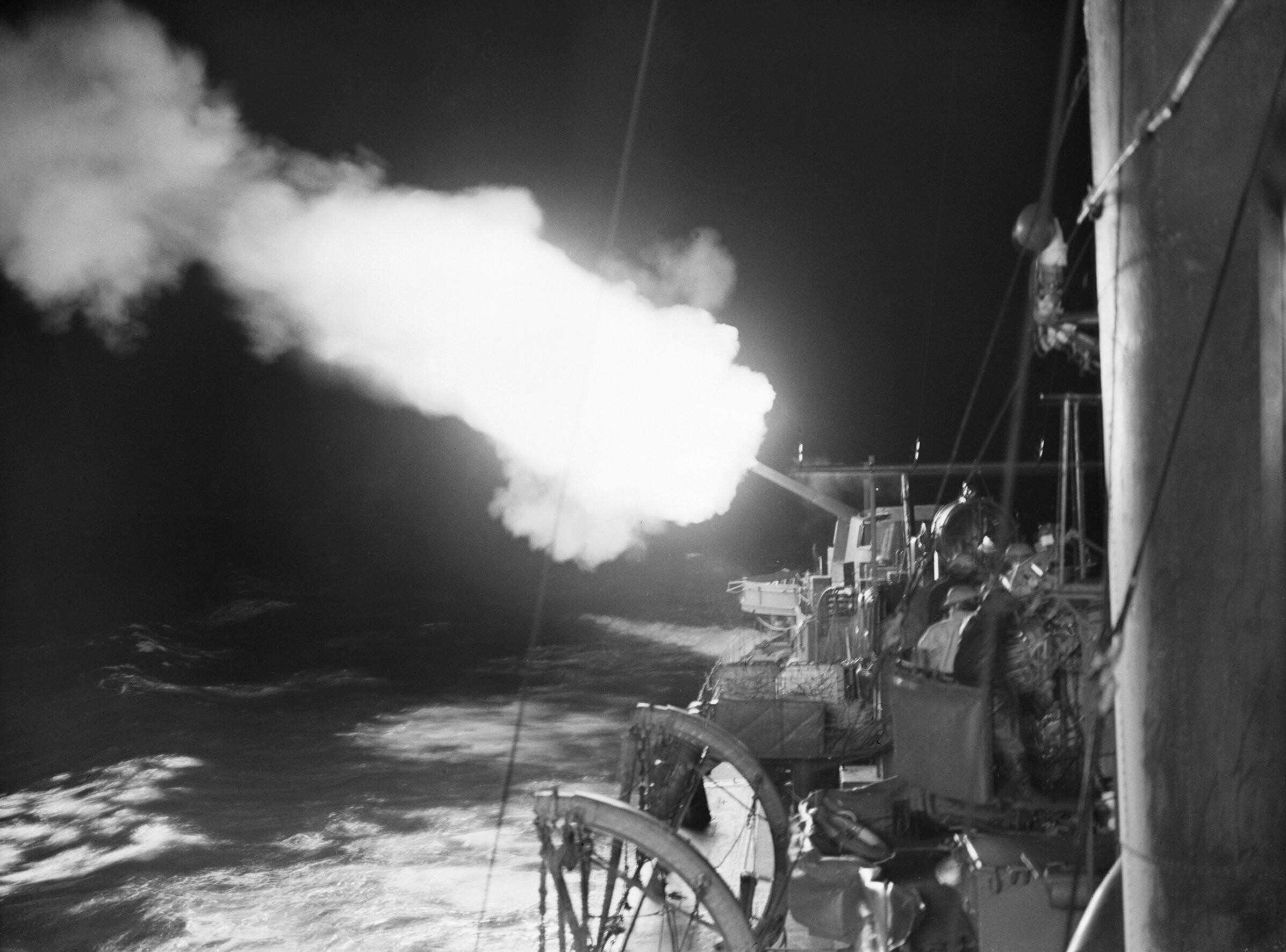
1940年10月10日から10月11日の夜、シェルブール港の敵船舶を砲撃する「ジュピター」。

11月28日、「ジュピター」は僚艦「ジャヴェリン」、「ジャッカル」、「ジャージー」、「カシミール」と共に、イギリスの船舶攻撃を目的にブレストから海峡へ向かっているドイツ海軍駆逐艦を迎撃するためプリマスを出撃。ランズ・エンドとスタート・ポイント間に哨戒線を引いた。ドイツ海軍駆逐艦が輸送船2隻を沈めた後、双方が夜戦に突入した。この交戦で旗艦「ジャヴェリン」はドイツ駆逐艦が発射した魚雷2本を受けて酷く損傷し、艦首と艦尾両方を失った。「ジュピター」は曳航される「ジャヴェリン」を戦隊の僚艦と護衛した。
12月上旬、「ジュピター」はジブラルタルからプリマスまで軽巡洋艦「マンチェスター」を護衛し、さらに12月30日、海峡南西口へ機雷敷設に向かう敷設巡洋艦「アドヴェンチャー」を「カシミール」と護衛した（GQ2作戦）。同月、「ジュピター」のペナントナンバーがG85に変更された。

### H部隊
1941年1月、ジブラルタルでH部隊に加入した「ジュピター」は、1月31日にサルデーニャ島のティルソダムを爆撃する航空母艦「アーク・ロイヤル」の護衛に参加（ピケット作戦）。続いて2月6日、「ジュピター」はジェノヴァ砲撃とラ・スペツィアへの機雷投下作戦（グロッグ作戦）の護衛に参加した。

### 北大西洋
3月から5月までデヴォンポートで改修を実施し、6月に「ジュピター」は本国艦隊第6駆逐艦戦隊に加入。

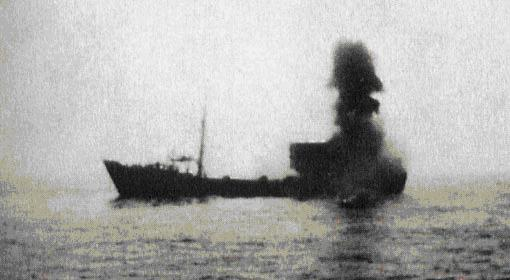
エニグマ暗号機等の重要物件を押収後、雷撃処分される「ラウエンブルク」。

6月、「ジュピター」は北大西洋周辺のドイツ海軍気象観測船からエニグマ暗号機や重要文書を奪取する特別任務部隊に参加した。これは、長期間海上で気象観測を行う気象観測船であれば、その分エニグマ暗号解読の参考となる暗号鍵を多数保有している可能性があり、しかも低速・弱武装の気象観測船ならば海軍艦艇での襲撃が容易であるとの目論見であった。
6月28日、「ジュピター」と軽巡洋艦「ナイジェリア」、駆逐艦「ターター」、「ベドウィン」からなる部隊は、ヤンマイエン島北東海上において濃霧の中、短波方向探知機で気象観測船「ラウエンブルク」を発見した。「ラウエンブルク」に砲撃を加えて乗員を退艦させると、「ジュピター」から情報部暗号係所属の士官が乗り込んだ。捜索の結果、エニグマ暗号機や焼却寸前だった重要書類を押収した。特に、押収物件には翌月から使用予定の暗号鍵やプラグボード等が含まれており、ブレッチリー・パークにおける解読作業で役立てられることとなった。

### 地中海
7月にグリーノックとリヴァプールでエリコン20mm単装機銃搭載等の更なる改修を実施した後、「ジュピター」は地中海艦隊第14駆逐艦戦隊で地中海の任務に充てられることになり、8月3日に中東とシンガポールへ向かう輸送船団WS10を護衛してクライドを出航。8月17日にフリータウンへ到着したが、「ジュピター」は燃料タンクからの漏出が酷く9月2日に船団から分離してダーバンで入渠修理を行わなければならなかった。
「ジュピター」は9月23日にスエズへ到着し、9月26日に旗艦「ジャーヴィス」以下戦隊の僚艦とマルタ島への輸送作戦であるハルバード作戦を支援するための陽動に参加する。以降はアレクサンドリアを拠点に、対潜哨戒や、包囲下にあるトブルク所在のオーストラリア軍部隊への輸送及びイタリア海軍艦艇捜索（カルティヴェート作戦）、バルディアへの艦砲射撃、パレスチナのハイファとキプロス島のファマグスタへの兵員輸送（グレンコ作戦）といった任務を実施している。

### 極東
11月、「ジュピター」は東洋艦隊に配備されることになり、11月28日にコロンボで戦艦「プリンス・オブ・ウェールズ」と巡洋戦艦「レパルス」、駆逐艦「エンカウンター」、「エレクトラ」、「エクスプレス」と合流しZ部隊（Force Z）を編成、12月2日にシンガポールへ到着した。到着後、「ジュピター」はZ部隊から分離してシンガポールで入渠を行ったため、マレー沖海戦に遭遇することはなかった。
1942年1月14日、「ジュピター」は護衛対象であるアメリカ海軍輸送船「マウント・ヴァーノン」と合流するためシンガポールからバタビアへ向けて出港し、同船をスンダ海峡まで護衛したが、1月17日にギリシャの貨物船が雷撃され沈没したとの情報を得ると敵潜水艦の捜索に向かった。「ジュピター」は日本海軍の潜水艦「伊60」を発見し爆雷攻撃を実施。「ジュピター」は浮上した「伊60」と砲戦を交わし、さらに「ジュピター」が5本、「伊60」が2本の魚雷を発射したがいずれも外れた。最終的に「ジュピター」が砲撃で「伊60」の砲を沈黙させると、接近して右舷爆雷投射機から爆雷1発を放ち「伊60」を沈めた。だが、「ジュピター」も砲戦の際にA砲（1番主砲）に被弾し死者3名・負傷者9名を出した。「ジュピター」は「伊60」の生存者3名を救助した。
「伊60」との交戦でA砲が使用不能になった「ジュピター」はスラバヤのオランダ海軍基地へ向かい、A砲をオランダ製と思われる単装4.7インチ砲に交換した。その後、「ジュピター」はシンガポールからバタビアへの兵員撤退や、度々日本軍機の空襲にさらされる輸送船団護衛に従事した。

### 最期
2月21日に「ジュピター」は第7駆逐艦戦隊配属となるが、実際に「ジュピター」が戦隊に加わることはなかった。2月27日、「ジュピター」はABDA艦隊の一員としてスラバヤ沖海戦に参加し日本艦隊と交戦したが、海戦後、艦隊がジャワ島沿岸に向かっていた午後10時15分頃「ジュピター」は右舷に触雷した。20フィート（約6.1 m）×8フィート（約2.4 m）の穴が開いた「ジュピター」は傾斜しながらも持ちこたえていたが、2月28日午前0時55分から傾斜が増大し午前1時30分に転覆沈没した。
「ジュピター」沈没の原因になった機雷はオランダ海軍の機雷敷設艦「ハウデン・レーウ」が敷設したものであったが、機雷原の存在は艦隊に通報されていなかった。「ジュピター」の乗員84名が戦死または行方不明となり、97名が日本軍の捕虜になった。他に83名が自力で沿岸に辿り着くか、アメリカ海軍潜水艦「S-38」によって救助された。

## 残骸の状況
「ジュピター」の沈没場所はジャワ島沿岸に近い場所であり、残骸の位置は海軍本部や地元民に把握されている。しかし、戦後の無秩序な違法サルベージにより艦体は大きく破壊されており劣悪な状況であるという。
戦後の1974年1月には、艦名を受け継いだリアンダー級フリゲート「ジュピター」が沈没位置を訪問した。その際、同艦には皇太子（プリンス・オブ・ウェールズ）時代のチャールズ3世が勤務していた。2020年5月には海洋観測艦「エンタープライズ」が訪れ、洋上慰霊祭を実施している。

## 栄典
「ジュピター」は生涯で2個の戦闘名誉章（Battle honours）を受章した。
- Mediterranean 1941 – Malaya 1942